# Кокуйо-Мару
Кокуйо-Мару (Kokuyo Maru) — судно, яке під час Другої Світової війни взяло участь у операціях японських збройних сил на Каролінських та Маріанських островах.
Кокуйо-Мару спорудили в 1943 році на верфі Ishikawajima Shipbuilding & Engineering у Айой для компанії Osaka Shosen (втім, фактично воно використовувалось для потреб Імперського флоту Японії). Судно належало до так званого «типу 1В», який випускали в межах програми компенсації військових втрат.
Відомо, що 31 грудня 1943 — 12 січня 1944 Кокуйо-Мару у складі конвою № 3231 пройшло з Йокосуки на атол Трук у центральній частині Каролінських островів (тут ще до війни створили потужну базу японського ВМФ, з якої до лютого 1944-го провадились операції в цілому ряді архіпелагів). В подальшому судно повернулось до Японії.
12 березня 1944-го Кокуйо-Мару, яке мало на борту понад тисячу військовослужбовців для поповнення 54-го охоронного загону, рушило з Кісарадзу (Токійська затока) на Сайпан в конвої «Хігаші Мацу №2» (складова частина транспортної операції «Хігаші Мацу», яка мала за мету підсилення гарнізонів Маріанських островів, що тепер належали до головного оборонного периметра імперії). Вночі 13 березня за дві з половиною сотні кілометрів на південь від виходу з Токійської затоки американський підводний човен USS Sand Lance поцілив двома торпедами та потопив «Кокуйо-Мару». Сторожовий корабель (кайбокан) «Хірадо» провів порятунок вцілілих та доставив їх до Токійської затоки.